# Matthiola fruticulosa
Matthiola fruticulosa är en korsblommig växtart som först beskrevs av Carl von Linné, och fick sitt nu gällande namn av René Charles Maire. Matthiola fruticulosa ingår i släktet lövkojor, och familjen korsblommiga växter.

## Underarter
Arten delas in i följande underarter:
- M. f. fruticulosa
- M. f. valesiaca

## Bildgalleri

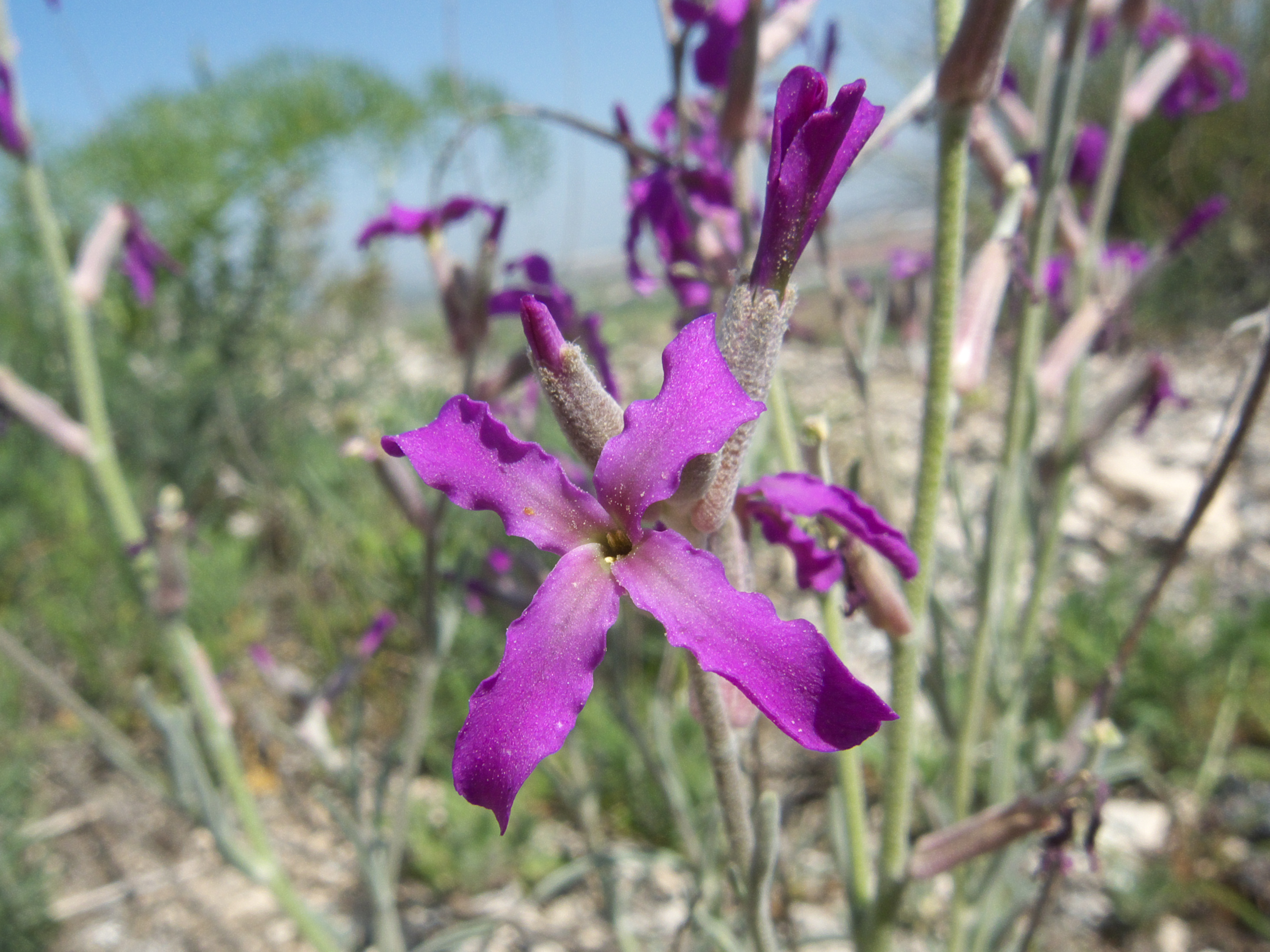
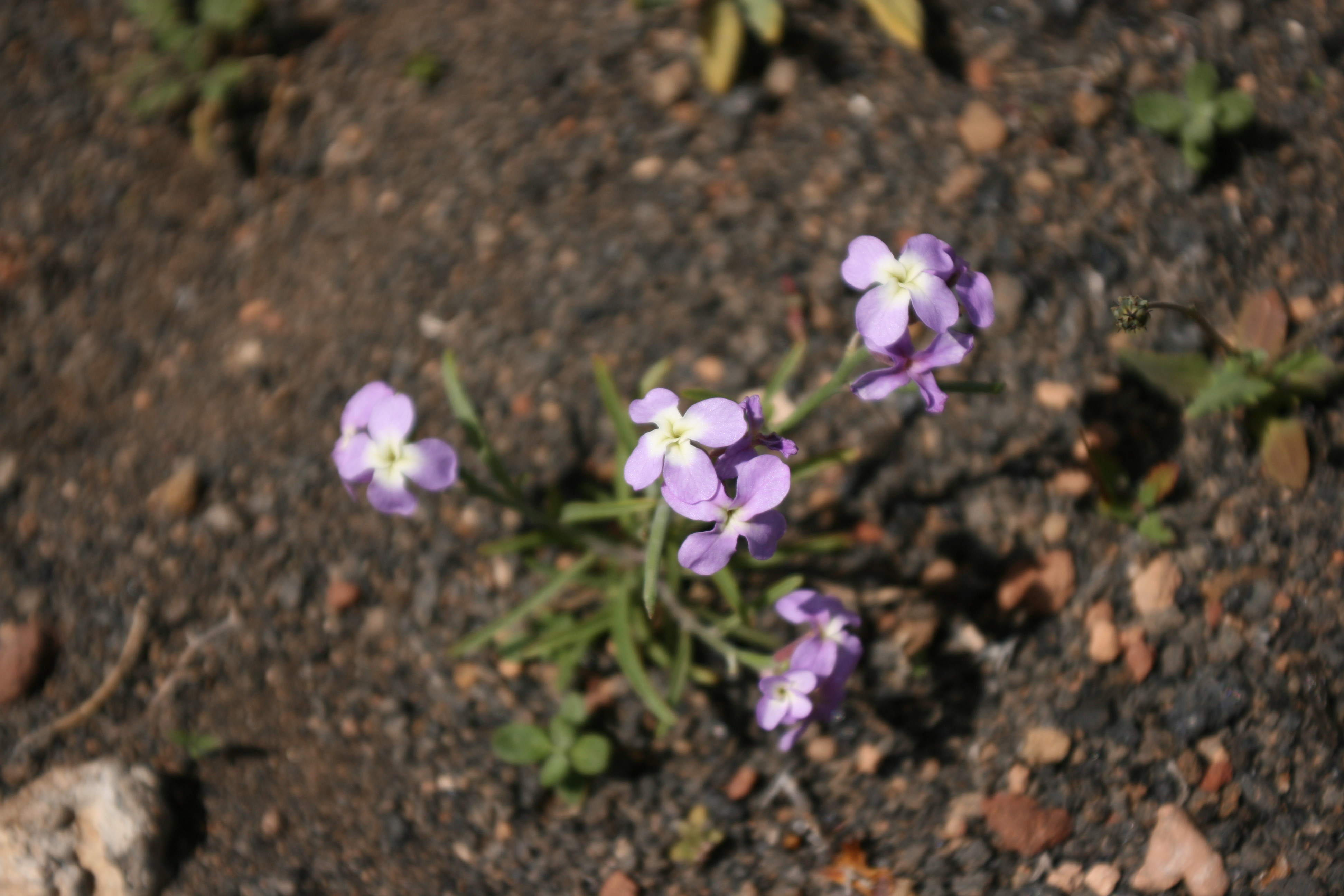
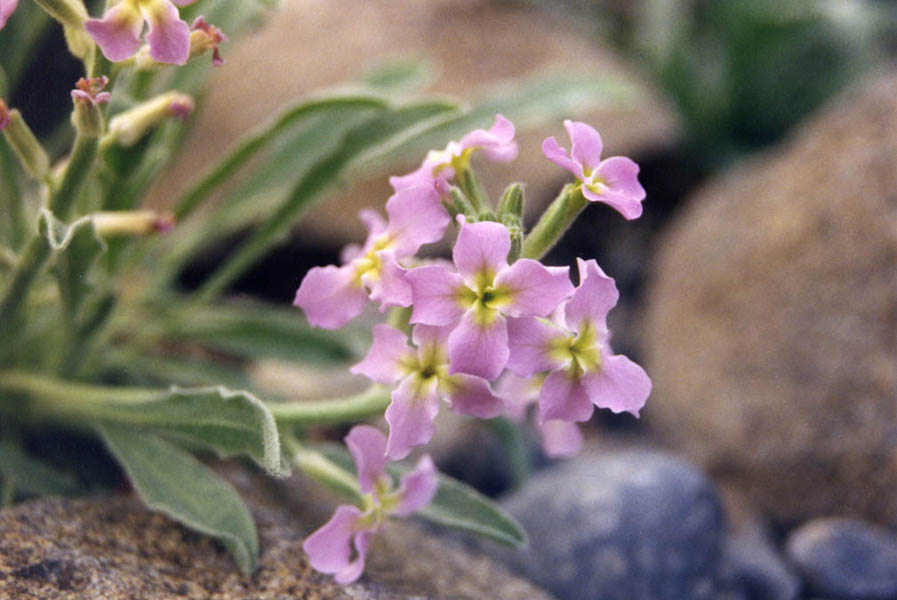
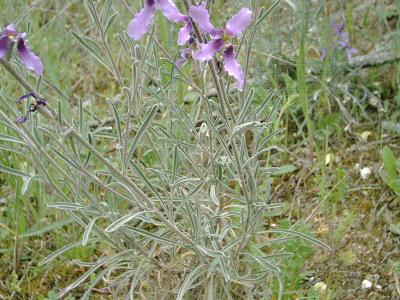
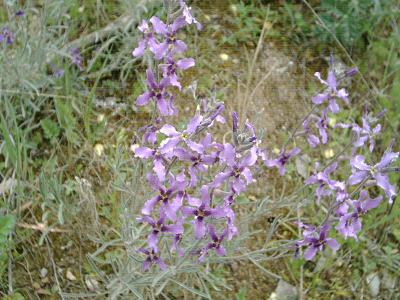
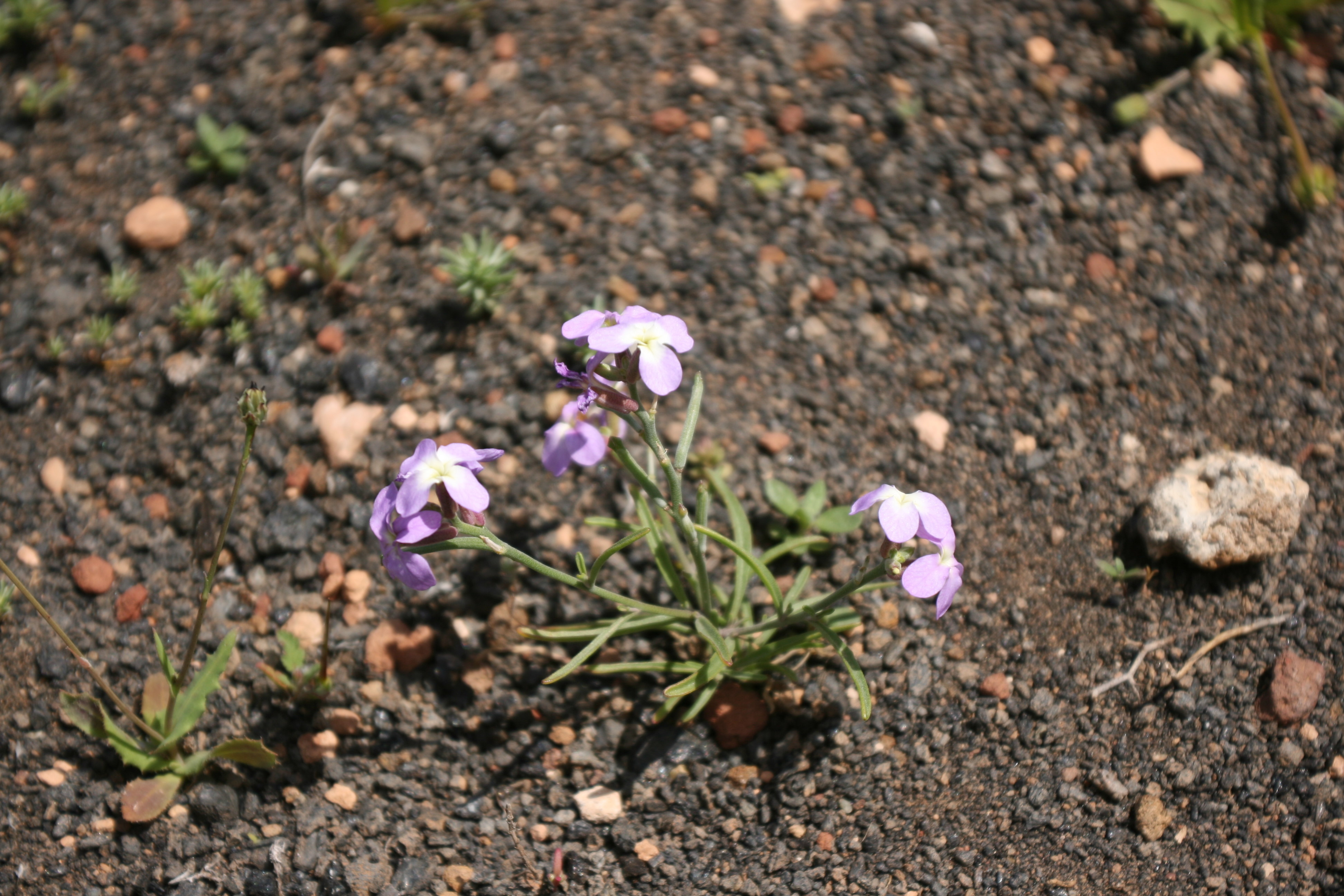